# Amphiaster insignis
Genre
Espèce
Amphiaster insignis est une espèce d'étoiles de mer de la famille des Asterodiscididae, seule représentante du genre Amphiaster.

## Description et caractéristiques
C'est une petite étoile aplatie, couverte d'énormes piquants coniques (mais inoffensifs). 

## Habitat et répartition
On trouve cette étoile à des profondeurs modestes dans l'océan Pacifique Est, notamment dans le Golfe de Californie.

## Publication originale
- (en) Verrill, 1868 : Notes on the Radiata in the Museum of Yale College, with descriptions of new genera and species. (texte intégral).